# Luis Huici

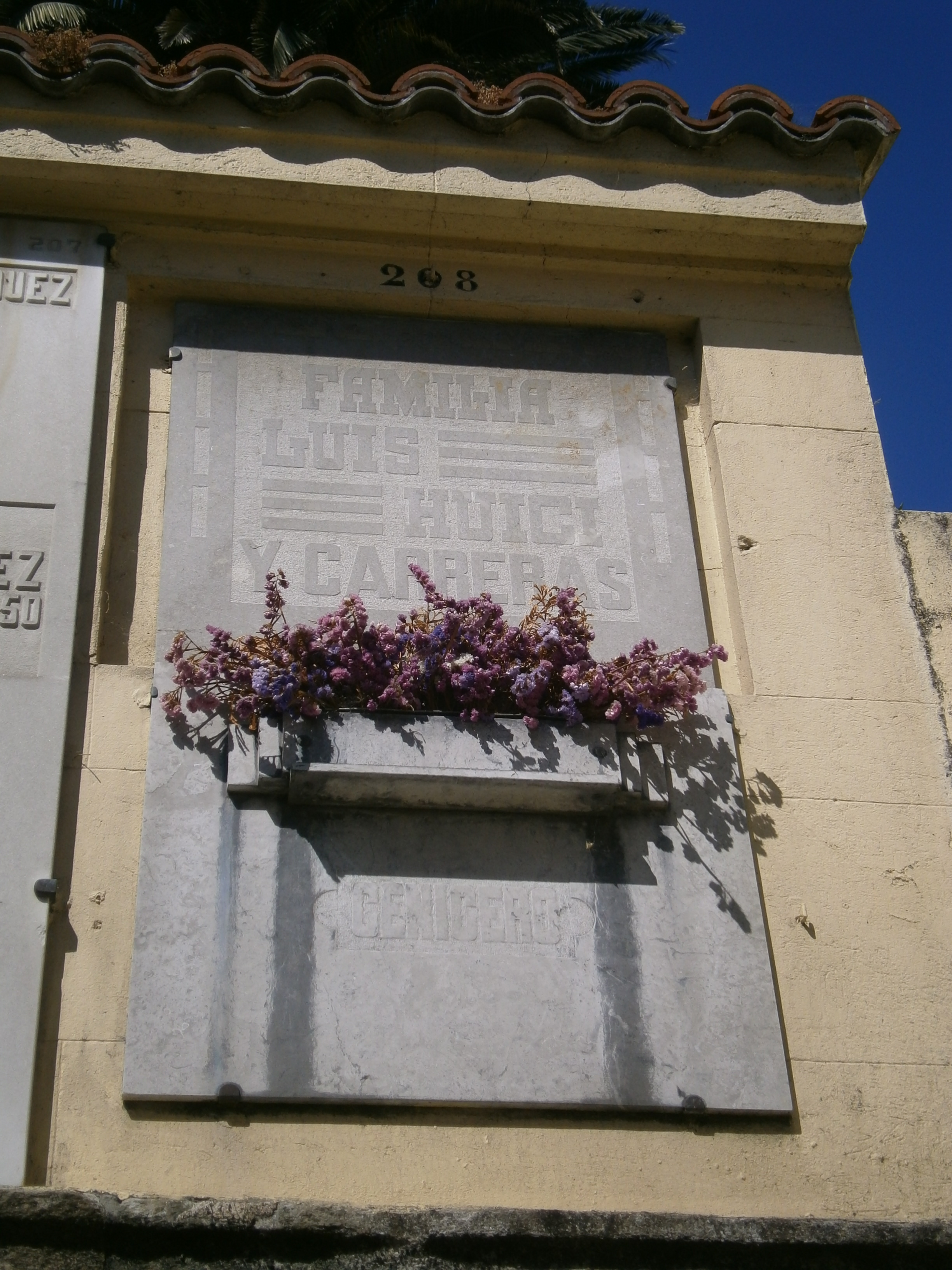
Tumba de Luis Huici en el Cementerio de San Amaro de La Coruña.

Luis Huici Fernández, nacido en Barballor (Zaragoza) en 1896 y difunto en Pastoriza (Arteijo) el 20 de agosto de 1936, fue un pintor, dibujante y grabador gallego.

## Trayectoria
Hijo de un farmacéutico gallego y de madre asturiana. Cuando murió su padre fue a vivir con su madre a Oviedo, donde aprendió el oficio de sastre. Se instaló en la La Coruña hacia 1920. Militante de Izquierda Republicana, fue presidente del grupo Amigos de las Artes Nuevas (ADLAN) y perteneció al Centro de Estudios Sociales Germinal. Fundó el primer cineclub de La Coruña. Fue redactor de El Noroeste y sus obras se publicaron en La Zarpa, Vida, Galicia, Tonel, Luz y Alfar. Fue asesinado en agosto de 1936.